# Tumidiclava pampeana
Tumidiclava pampeana är en stekelart som beskrevs av De Santis 1970. Tumidiclava pampeana ingår i släktet Tumidiclava och familjen hårstrimsteklar. Inga underarter finns listade i Catalogue of Life.